# HCG 87b
HCG 87b är en spiralgalax på 400 miljoner ljusårs avstånd i stjärnbilden Stenbocken. Den är medlem i HCG 87